# Marvin Chávez
Marvin Antonio Chávez (La Ceiba, 1983. november 3. –) hondurasi válogatott labdarúgó.

## Sikerei, díjai
FC Dallas
- MLS Nyugati konferencia győztese (1): 2010

San Jose Earthquakes
- MLS Nyugati konferencia győztese (1): 2012